# 临沂启阳国际机场
临沂启阳国际机场，原名临沂沭埠岭机场、临沂启阳机场，简称临沂国际机场，是一个位于中国山东省临沂市的4D级民航机场，也是山东省首座民用机场。

## 历史

### 山东首座机场
1934年3月，临沂机场成为山东乃至全国最早建成的机场之一，机场坐落在苗庄以北，主要占用西关、苗庄和王庄的茅草荒地，折合3900亩。但机场建成后一直未启用，抗日战争胜利后，中共山东省党政军领导机关、新四军军部相继迁驻临沂，临沂成为中国共产党在山东的政治中心。国共和谈开始，1946年1月30日，由美方代表黑里斯上校、国民党代表李树正、中共代表王世英组成的三人军调小组，从徐州乘机飞抵临沂，考察国共双方军队执行停战协定情况。这是临沂机场建立12年来，第一次起降飞机。1946年7月第二次国共内战全面爆发后，机场被弃用。

### 断断续续停航
1958年“大跃进”时期，临沂在河东区沭埠岭村附近征地438亩，重建飞机场。修建土跑道500米，航管小楼一座，只能起降小型飞机。沭埠岭机场建成时，是当时山东省内唯一的民用机场。航班使用安-2型飞机，每周一、三、五济南至临沂每天往返一次，每班可搭乘12名乘客，一次载重600公斤，票价每人16元。1962年机场停航。1969年，沭埠岭机场重整复航，机型、航班、航线依旧，后由于机场亏损严重，1981年再度停航。

### 改开后的发展
改革开放后，社会各界对沭埠岭机场复航的呼声越来越高，由于原址无扩展空间，临沂市人民政府于1991年在原机场以南1200米以外，重新征地2100亩，复建机场。1995年，临沂沭埠岭机场开工建设，新建机场总投资1.7亿元人民币，建成跑道长2600米，占地面积1.8万平方米，增设具备全天候航管、导航等先进配套设备。1998年12月26日通过中国民航局验收，正式恢复通航。
2007年，临沂市民用航空管理局成立，负责机场运营管理，并投资3.3亿元人民币对临沂机场的设施、设备进行改造提升。经过改扩建，临沂机场占地150公顷，飞行区等级4C级，跑道2400×45米，建有2条垂直联络道，可供空客A320、波音737等机型起降；站坪面积3.6万平方米，满足6架C类和2架B类飞机同时停放的需要；候机楼面积2.3万平方米，航管楼面积1800平方米，配备Ⅰ类仪表着陆系统、助航灯光设施和通信导航设备，满足全天候开放条件。
2015年，临沂航空口岸临时开放，韩国航班首航，临沂机场进入成长纪元，首条国际航线正式开通。
2015年，临沂市政府投资18.3亿元人民币新建机坪、机库和航空货运枢纽，扩建了两条3200米的跑道和滑行道，站坪机位增至34个，设计旅客年吞吐量提升至750万人次，飞行区技术等级4D级。2017年8月，临沂沭埠岭机场改扩建工程通过了民航华东管理局验收。
2018年1月，临沂机场T3国际候机楼开工建设，新时代规划发展面积12万平方米以上。11月30日，山东省人民政府正式向中华人民共和国国务院上报临沂航空口岸正式开放国际的申请。
2019年11月29日，国务院正式批复临沂机场作为正式航空口岸对外开放，临沂机场有限公司更名为临沂国际机场有限公司。
2019年12月30日，根据《民航局综合司关于临沂沭埠岭机场更名的复函》，鉴于机场所在地“沭埠岭村”已经更名为“启阳社区”，且使用“启阳”作为机场专名符合当地历史文化传承和经济发展需要，临沂沭埠岭机场更名为“临沂启阳机场”，机场英文名称为“LINYI QIYANG AIRPORT”。
2023年12月29日，中国民用航空局批复“临沂启阳机场”更名为“临沂启阳国际机场”。
2025年4月10日，临沂机场塔台分设进近席位正式投入运行并提供ADS-B监视管制服务，使得临沂机场成为山东省内第二家、华东地区第四家提供监视管制服务的中小机场，空管安全保障能力实现重要提升。
。

## 机场设施

### 航站楼

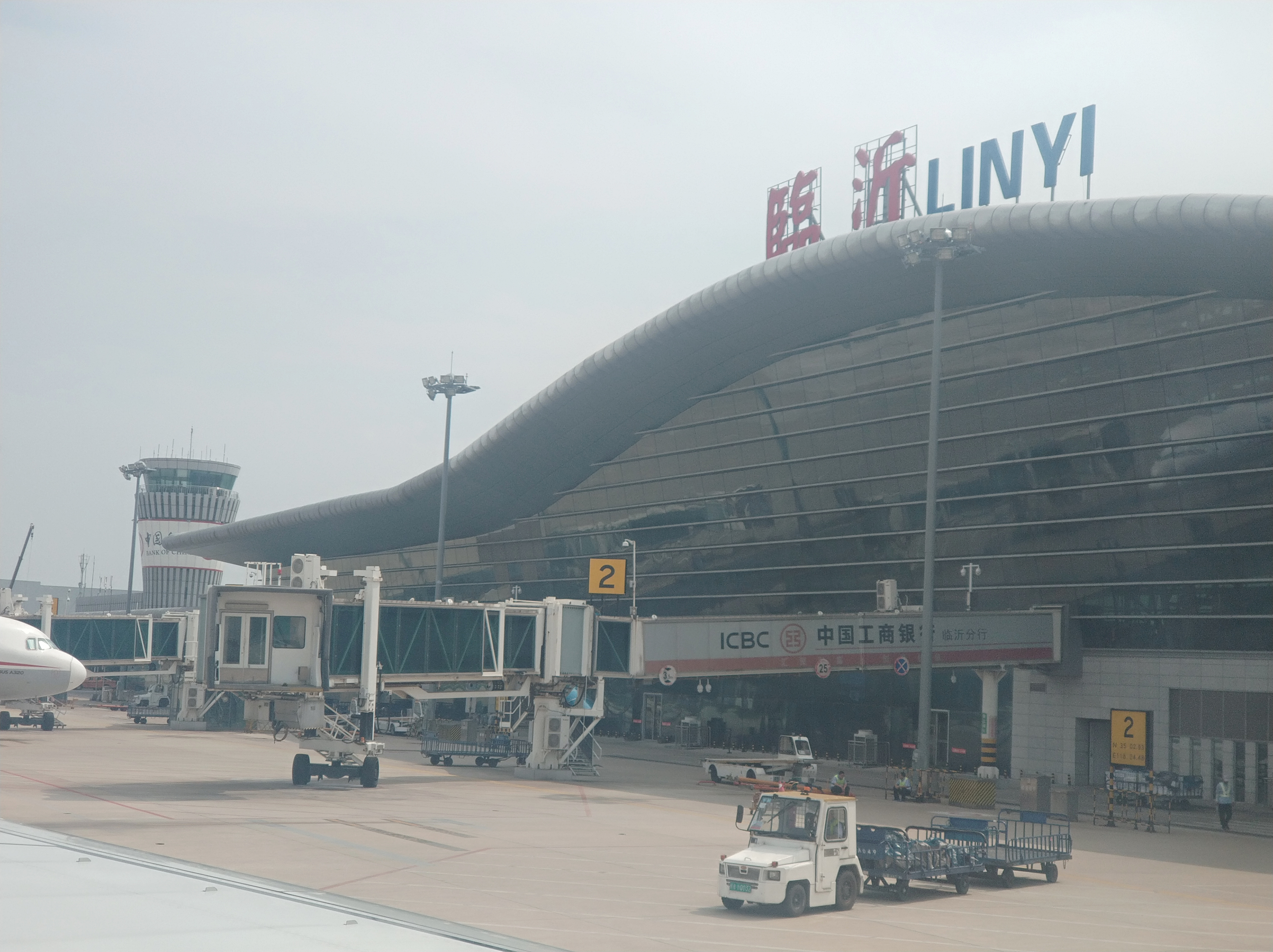
航站楼廊桥侧
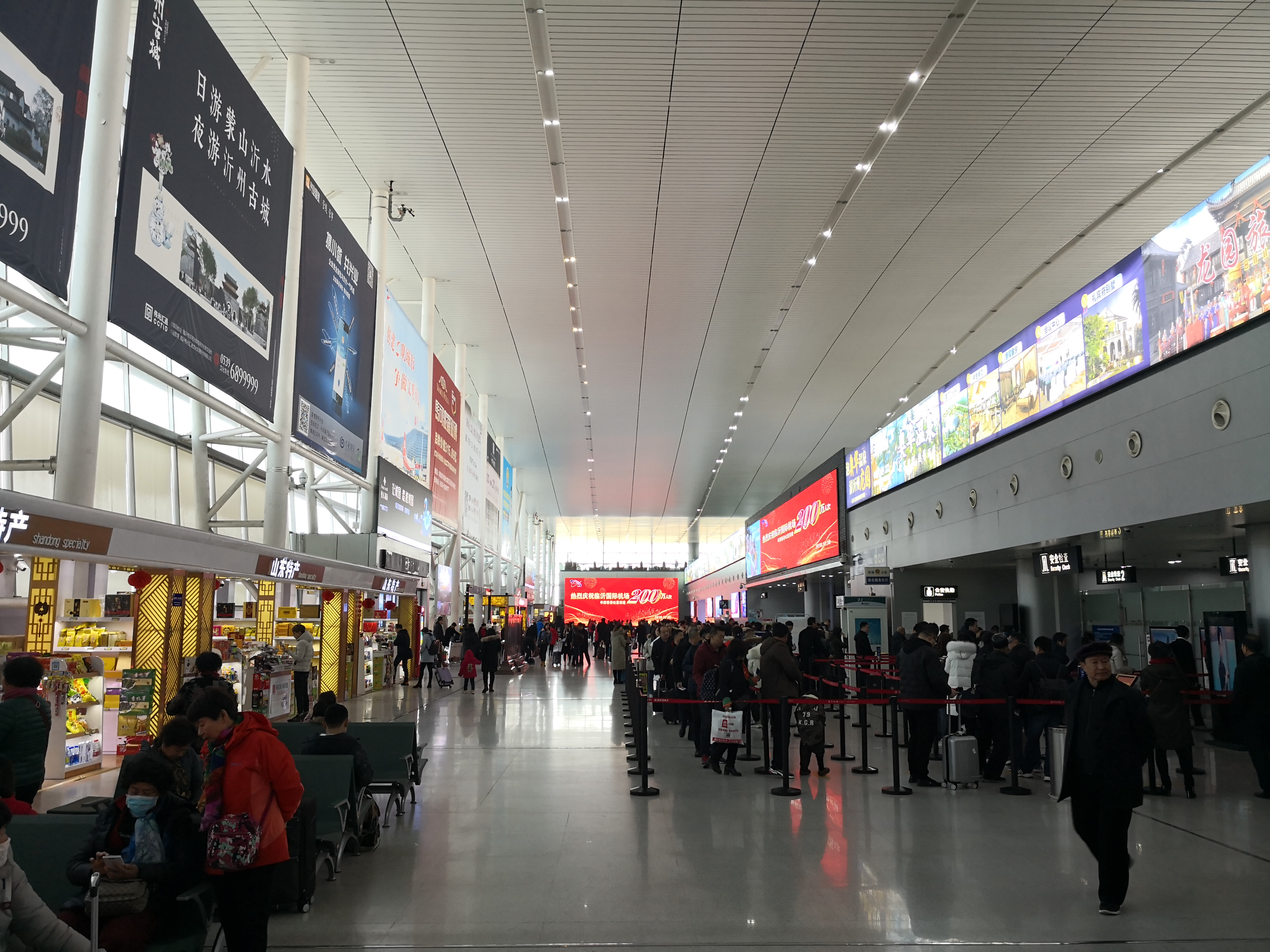
候机楼国内厅
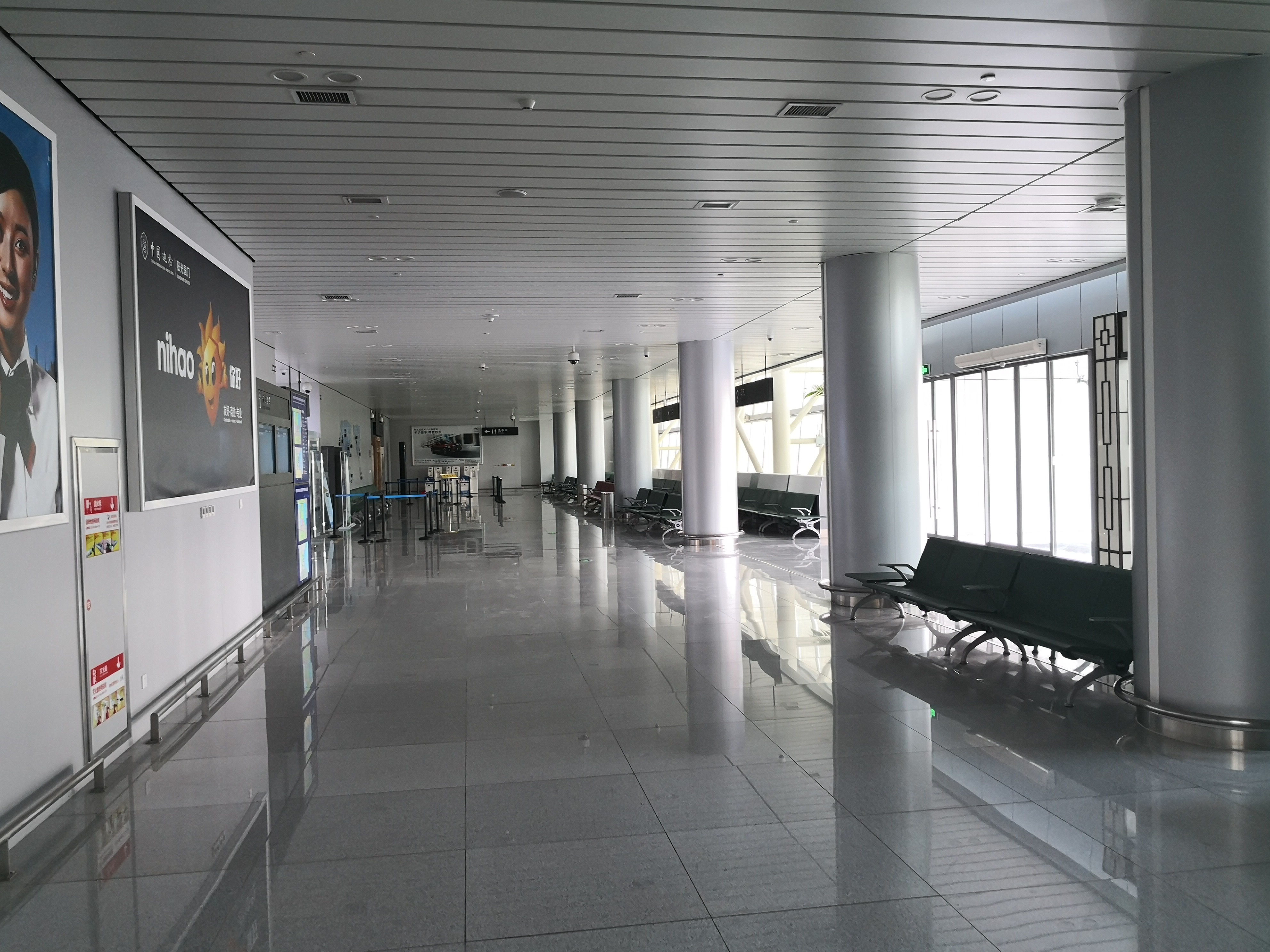
候机楼国际厅

## 航空公司與航點
| 航空公司     | 目的地                                                                 |
| ------------ | ---------------------------------------------------------------------- |
| 深圳航空     | 长春、广州、哈尔滨、沈阳、深圳、南昌、宁波、温州、西安                 |
| 中国南方航空 | 大连、广州、贵阳（經停武汉）、揭阳                                     |
| 中国东方航空 | 长春、杭州、上海/虹桥、上海/浦东                                       |
| 重庆航空     | 重庆（大连始发）                                                       |
| 福州航空     | 福州、天津                                                             |
| 首都航空     | 桂林、三亚                                                             |
| 长龙航空     | 长春、福州、哈尔滨、杭州、呼和浩特、香港（长春始发）、昆明、银川、珠海 |
| 山東航空     | 太原、厦門                                                             |
| 中国国际航空 | 成都/天府                                                              |
| 華夏航空     | 成都/天府                                                              |
| 上海航空     | 上海/浦东                                                              |
| 昆明航空     | 长沙                                                                   |
| 北部湾航空   | 长沙、南宁                                                             |
| 湖南航空     | 西双版纳                                                               |
| 西藏航空     | 拉萨（經停成都/双流）                                                  |
| 天津貨運航空 | 貨運：首尔/仁川、郑州                                                  |
| 顺丰航空     | 貨運：杭州                                                             |